# Курляндське єпископство

Лівонія в 1260 році:
Лівонський орден
Ризьке архієпископство
Дерптське єпископство
Езель-Вікське єпископство
Курляндське єпископство

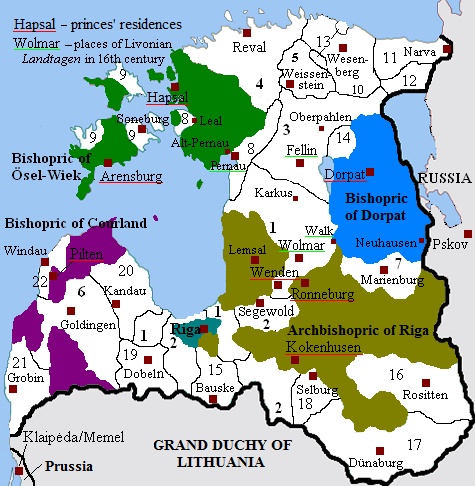
Землі конфедерації (1534):
Дерптське єпископство
Езель-Віцьке єпископство
Курляндське єпископство
Лівонський орден
Рига
Ризьке архієпископство

Курля́ндське єпи́скопство (лат. Episcopatus Curoniensis; нім. Bistum Kurland) — у 1234—1583 роках католицьке єпископство (діоцезія) в Курляндії, на південному заході Старої Лівонії, з катедрою у місті Пільтен. Суфраганна діоцезія Ризького архієпископства. Член Лівонської конфедерації. Створене у вересні 1234 року із трьох анклавів на території Курляндії, на базі частини земель Лівонського ордену і Ризького архієпископства. 1290 року визнало зверхність Лівонського ордену. У січні 1521 року стало самостійним князівством-єпископством у складі Священної Римської імперії. 1559 року, в ході Лівонської війни землями єпископства заволоділа Данія, яка 20 квітня 1586 року продала їх згідно з Кронборзьким договором Речі Посполитій. Територія єпископства була перетворена на Пільтенський повіт.

## Назва
- Куро́нська діоце́зія (лат. Dioecesis Curoniensis), або Куро́нське єпи́скопство (лат. Episcopatus Curoniensis) — за латинською назвою Курляндії — Куронія.
- Пі́льтенське єпи́скопство — за назвою єпископської катедри.
- Курля́ндське єпи́скопство (нім. Bistum Kurland, пол. biskupstwo kurlandzkie) — за німецькою назвою краю.

## Історія

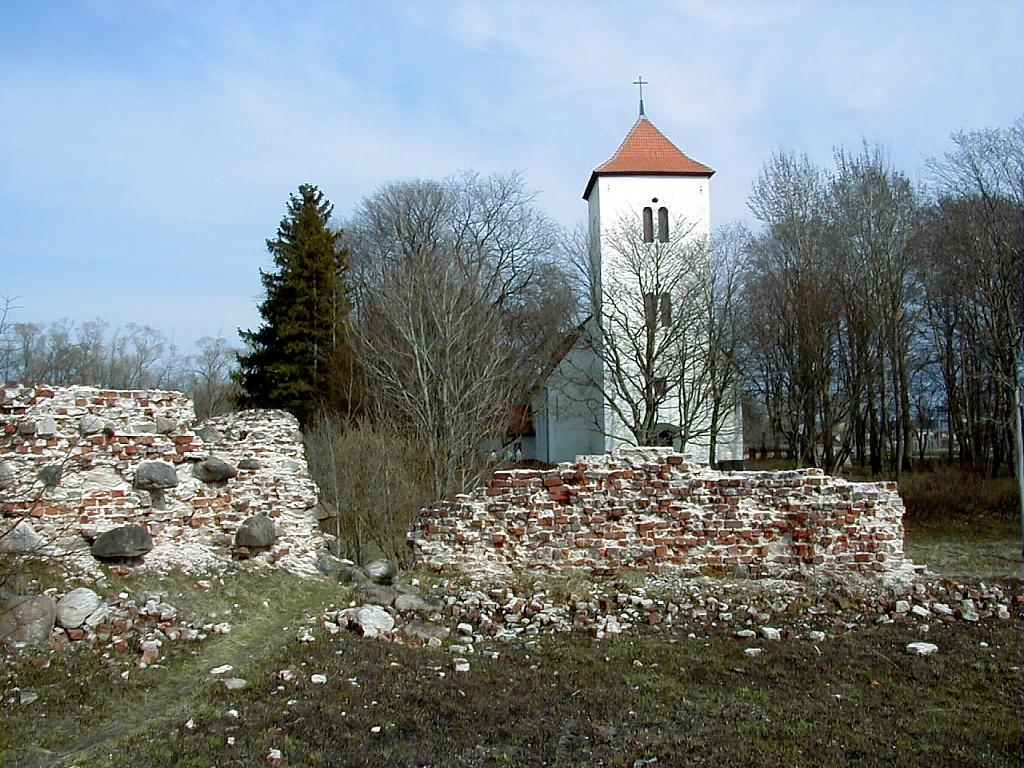
Руїни єпископського замку в Пільтені

- 1234: створене із трьох анклавів на території Курляндії, на базі частини земель Лівонського ордену і Ризького архієпископства.
- 1290: визнала зверхність Лівонського ордену.
- 1521: стало самостійним князівством-єпископством у складі Священної Римської імперії.
- 1559: в ході Лівонської війни землями єпископства заволоділа Данія.
- 20 квітня 1586: продала їх згідно з Кронборзьким договором Речі Посполитій. Територія єпископства була перетворена на Пільтенський повіт.

## Єпископи
- 1245 (1251) — 1263: Генріх І фон Лютцельбург
- 1263 — 1299: Едмунд фон Верде
- 1300 — 1311: Бурхард
- 1322 — 1326: Пауль І
- 1328 — 1331: Йоганн І
- 1332 — 1353: Йоганн II Йодіс
- 1354 — 1359: Людольф
- 1360 — 1371: Якоб
- 1371 — 1398: Отто
- 1399 — 1408: Рітгер фон Брюггеней
- 1405 — 1424: Готшальк Шутте
- 1425 — 1456: Йоганн III Тіргарт
- 1457 — 1473: Пауль II Айнвальд
- 1473 — 1500: Мартін Левітц
- 04.05.1500 — 04.11.1500: Міхаель Скултеті
- 1501 — 1523: Генріх II Базедов
- 1524 — 1540: Германн Роннеберг
- 1540 — 1560: Йоганн IV фон Мюнхгаузен
- 1560 — 1583: Магнус (данський принц)

## Герби

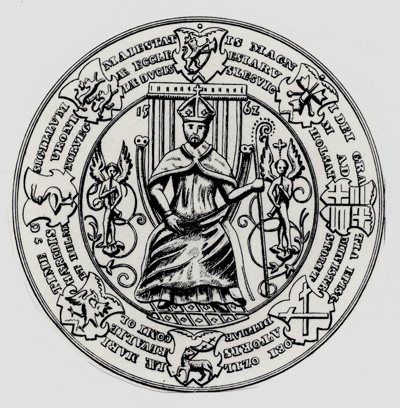
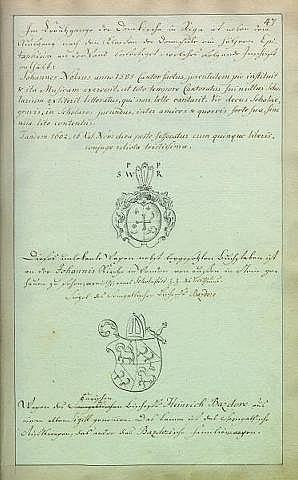

### Монографії. Статті
- Arbusov, L. Grundriss der Geschichte Liv-, Est- und Kurlands. Riga: Jonck und Poliewsky, 1918.
- Berkis,  A. V. The history of the Duchy of Courland (1561—1795). Madison: University of Wisconsin, 1954.  [Архівовано 13 листопада 2020 у Wayback Machine.]
- Gams, Pius Bonifacius. Series episcoporum Ecclesiae Catholicae. Leipzig, 1931, pp. 311–312
- Eubel, Konrad. Hierarchia catholica medii aevi, vol. 1, pp. 219–220; vol. 2, p. 141; vol. 3, p. 183.
- Hertwich, E. Das Kurländische Domkapitel bis 1561. Untersuchungen über die persönliche Zusammensetzung des Kapitels hinsichtlich der Herkunft und Laufbahn seiner Bischöfe und Domherren. // Die Domkapitel des Deutschen Ordens in Preußen und Livland. Münster: Aschendorff, 2004, S. 147—267.
- Kurnatowski, K. v. Georg Friedrich Markgraf von Brandenburg und die Erwerbung des Bistums Kurland. Ein Beitrag zur kurländischen Geschichte des XVI. Jahrhunderts. Erlangen, Junge & Sohn, 1903.

### Довідники
- Kurzemes bīskapija (1234.IX — 1583) // Latvijas vēstures atlants. Rīga: Jāņa sēta, 1998. 16. lpp.
- Latviešu konversācijas vārdnīca. 10.sējums, 19117.-19124.sleja.
- Latvju enciklopēdija. 2.sējums, 1127.lpp.
- Latvju enciklopēdija 1962-1982. 2.sējums, 246.lpp.